# Asiaceratops
Asiaceratops is een geslacht van plantenetende ornithischische dinosauriërs, behorend tot de Ceratopia, dat tijdens het late Krijt leefde in het gebied van het huidige Azië.
In 1989 benoemden en beschreven Lew Aleksandrowitsj Nesow, L.F. Kaznisjinka, en Gennadii Olegowitsj Tsjerepanow een geslacht Asiaceratops. De geslachtsnaam verbindt een verwijzing naar Azië met ~ceratops, "hoorngezicht", een gebruikelijk achtervoegsel in de namen van Ceratopia. Meestal wordt aangenomen dat de typesoort Asiaceratops salsopaludalis is, waarvan de soortaanduiding "van het zoutmoeras" betekent, maar in dezelfde publicatie hernoemden ze Microceratops sulcidens Bohlin 1953 tot een Asiaceratops sulcidens.
Het holotype van Asiaceratops salsopaludalis, CCMGE 9/12457, is op de SH-25-vindplaats bij Chodzhakoel in Oezbekistan opgegraven in een laag van de Chodzhakoelformatie die dateert uit het vroege Cenomanien, ongeveer negenennegentig miljoen jaar oud. Het bestaat uit een zeven centimeter lang stuk linkerbovenkaaksbeen met wat tanden erin. Daarnaast werden nog negen fragmenten, 10-18/12457, aan de soort toegewezen, waaronder tanden en een kootje. In 1995 wees Nesow vondsten uit drie nabijgelegen vindplaatsen aan Asiaceratops salsopaludalis toe. Deze bestonden uit losse schedelelementen en een stuk bovenste opperarmbeen van individuen van verschillende leeftijden.
Door de meeste westerse onderzoekers werd geoordeeld dat Asiaceratops salsopaludalis wegens de beperktheid van het holotype een nomen dubium is.
Asiaceratops werd door Nesow in 1995 in een eigen Asiaceratopinae geplaatst. Ondanks de vermeende status als nomen dubium bleek het later mogelijk het taxon in een exacte cladistische analyse in te voeren. De uitkomst daarvan was dat het het meest basale lid van de Leptoceratopidae betrof.